# Élections cantonales de 1871 dans le Finistère
Les élections cantonales françaises de 1871 ont eu lieu les 8 octobre 1871 et 15 octobre 1871.

## Assemblée départementale sortante
| Parti                            | Sigle   | Élus |
| -------------------------------- | ------- | ---- |
| Monarchistes (39 sièges)         |         |      |
| Bonapartiste                     | Bonap.  | 22   |
| Légitimistes                     | Légit.  | 15   |
| Orléaniste                       | Orléa.  | 2    |
| Républicains (4 sièges)          |         |      |
| Républicains modérés             | Rép mod | 4    |
| Président du conseil général     |         |      |
| Édouard Bouët-Willaumez (Bonap.) |         |      |

## Assemblée départementale élue
| Parti                        | Sigle   | Élus |
| ---------------------------- | ------- | ---- |
| Monarchistes (26 sièges)     |         |      |
| Légitimistes                 | Réact   | 21   |
| Bonapartiste                 | Bonap.  | 3    |
| Orléaniste                   | Orléa.  | 2    |
| Républicains (17 sièges)     |         |      |
| Républicains modérés         | Rép mod | 17   |
| Président du conseil général |         |      |
| Louis de Carné (Légitimiste) |         |      |

## Arrondissement de Brest

### Canton de Brest-1
Édouard Bouët-Willaumez (Bonap.) élu depuis 1867, président du Conseil Général sortant ne se représente pas.
| Candidats | Candidats              | Étiquette | Premier tour | Premier tour | Ballotage | Ballotage |
| Candidats | Candidats              | Étiquette | Voix         | %            | Voix      | %         |
| --------- | ---------------------- | --------- | ------------ | ------------ | --------- | --------- |
|           | Auguste Salaün-Penquer | Rép.mod   | 1 409        | 90.26        | 1 295     | 94.87     |
|           |                        |           |              |              |           |           |
| Inscrits  | Inscrits               | Inscrits  | 7 810        |              | 7 810     |           |
| Votants   | Votants                | Votants   | 1 561        | 19.99        | 1 365     | 17.48     |
| Exprimés  | Exprimés               | Exprimés  |              |              | 1 336     | 97.88     |

*sortant

### Canton de Brest-2
Adolphe Le Tessier de Launay (Bonap.) élu depuis 1861 ne se représente pas.
| Candidats | Candidats              | Étiquette  | Premier tour | Premier tour | Ballotage | Ballotage |
| Candidats | Candidats              | Étiquette  | Voix         | %            | Voix      | %         |
| --------- | ---------------------- | ---------- | ------------ | ------------ | --------- | --------- |
|           | Armand Rousseau        | Rép.mod    | 1 622        | 57.46        | 1 762     | 62.62     |
|           | Athanase Michel-Morand | Bonap. (*) | 1 201        | 42.54        | 982       | 34.90     |
|           |                        |            |              |              |           |           |
| Inscrits  | Inscrits               | Inscrits   | 10 521       |              | 10 531    |           |
| Votants   | Votants                | Votants    | 3 017        | 28.29        | 2 869     | 27.24     |
| Exprimés  | Exprimés               | Exprimés   | 2 823        | 93.57        | 2 814     | 98.08     |

*sortant

### Canton de Brest-3
Louis Delobeau est candidat pour le conseil d'arrondissemant.
| Candidats | Candidats              | Étiquette | Premier tour | Premier tour | Ballotage | Ballotage |
| Candidats | Candidats              | Étiquette | Voix         | %            | Voix      | %         |
| --------- | ---------------------- | --------- | ------------ | ------------ | --------- | --------- |
|           | Robert-Héristel Gestin | Rép.mod   | 1 111        | 71.31        | 1 232     | 76.47     |
|           | Joseph Trischler *     | Bonap.    | 507          | 27.89        | 379       | 23.53     |
|           |                        |           |              |              |           |           |
|           | Louis Delobeau         | Rép.mod   | 214          | 11.77        |           |           |
|           |                        |           |              |              |           |           |
| Inscrits  | Inscrits               | Inscrits  | 7 114        |              | 7 114     |           |
| Votants   | Votants                | Votants   | 1 840        | 25.87        | 1 704     | 23.95     |
| Exprimés  | Exprimés               | Exprimés  | 1 818        | 98.80        | 1 611     | 94.54     |

*sortant

### Canton de Daoulas
Émile Villiers (père) (Légit.) est candidat pour le conseil d'arrondissemant.
|          | René Marie Goubin *   | Légit.   | 1 502 | 62.87 |  |  |
|          | Jean Picaud           | Rép.mod  | 722   | 30.22 |  |  |
|          |                       |          |       |       |  |  |
|          | Émile Villiers (père) | Légit.   | 179   | 7.49  |  |  |
|          |                       |          |       |       |  |  |
| Inscrits | Inscrits              | Inscrits | 4 738 |       |  |  |
| Votants  | Votants               | Votants  | 2 432 | 51.33 |  |  |
| Exprimés | Exprimés              | Exprimés | 2 389 | 98.23 |  |  |

*sortant

### Canton de Landerneau
| Candidats | Candidats                  | Étiquette | Premier tour | Premier tour | Ballotage | Ballotage |
| Candidats | Candidats                  | Étiquette | Voix         | %            | Voix      | %         |
| --------- | -------------------------- | --------- | ------------ | ------------ | --------- | --------- |
|           | Pierre Foullioy            | Bonap.    | 1 209        | 41.78        | 1 393     | 49.10     |
|           | Francis de Lesguern        | Légit.    | 902          | 31.17        | 938       | 33.06     |
|           | Alfred Bonamy *            | Ex Bonap. | 526          | 18.18        |           |           |
|           | Olivier Le Roy de Keraniou | Légit.    | 198          | 6.84         | 70        | 2.47      |
|           | Louis Flagelle             | Rép.mod   | 65           | 2.25         | 434       | 15.30     |
|           |                            |           |              |              |           |           |
| Inscrits  | Inscrits                   | Inscrits  | 5 131        |              | 5 132     |           |
| Votants   | Votants                    | Votants   | 2 917        | 56.85        | 2 947     | 57.42     |
| Exprimés  | Exprimés                   | Exprimés  | 2 894        | 99.21        | 2 837     | 96.28     |

*sortant

### Canton de Lannilis
|          | Paul Audren de Kerdrel | Légit.   | 1 750 | 67.91 |  |  |
|          | Augustin Morvan *      | Rép.mod  | 828   | 32.13 |  |  |
|          |                        |          |       |       |  |  |
| Inscrits | Inscrits               | Inscrits | 4 109 |       |  |  |
| Votants  | Votants                | Votants  | 2 666 | 64.88 |  |  |
| Exprimés | Exprimés               | Exprimés | 2 577 | 96.66 |  |  |

*sortant

### Canton de Lesneven
|          | Emile de Forsanz * | Légit.   | 1 583 | 51.25 |  |  |
|          | Mr Le Saout        | Légit.   | 1 478 | 47.66 |  |  |
|          |                    |          |       |       |  |  |
| Inscrits | Inscrits           | Inscrits | 4 935 |       |  |  |
| Votants  | Votants            | Votants  | 3 196 | 64.76 |  |  |
| Exprimés | Exprimés           | Exprimés | 3 101 | 97.03 |  |  |

*sortant

### Canton d'Ouessant
Amédée Conseil (Bonap.) élu depuis 1856 ne se représente pas.
|          | Aimé Reynaud | Légit.   | 232 | 100.00 |  |  |
|          |              |          |     |        |  |  |
| Inscrits | Inscrits     | Inscrits | 493 |        |  |  |
| Votants  | Votants      | Votants  | 232 | '47.06 |  |  |
| Exprimés | Exprimés     | Exprimés | 232 | 100.00 |  |  |

*sortant

### Canton de Plabennec
Charles Lavaud (Bonap.) élu depuis 1865 ne se représente pas.
|          | Amédée de Vincelles | Légit.   | 2 144 | 86.31 |  |  |
|          |                     |          |       |       |  |  |
| Inscrits | Inscrits            | Inscrits | 3 584 |       |  |  |
| Votants  | Votants             | Votants  | 2 484 | 69.31 |  |  |
| Exprimés | Exprimés            | Exprimés | 2 426 | 97.67 |  |  |

*sortant

### Canton de Ploudalmézeau
|          | Bénoni Guillard * | Orléaniste | 2 575 | 99.34 |  |  |
|          |                   |            |       |       |  |  |
| Inscrits | Inscrits          | Inscrits   | 3 981 |       |  |  |
| Votants  | Votants           | Votants    | 2 484 | 62.40 |  |  |
| Exprimés |                   |            |       |       |  |  |

*sortant

### Canton de Ploudiry
|          | François de l'Estang du Rusquec * | Légit.   | 869   | 87.34 |  |  |
|          |                                   |          |       |       |  |  |
| Inscrits | Inscrits                          | Inscrits | 1 286 |       |  |  |
| Votants  | Votants                           | Votants  | 995   | 77.37 |  |  |
| Exprimés | Exprimés                          | Exprimés | 930   | 93.47 |  |  |

*sortant

### Canton de Saint-Renan
Victor de Kersauson de Pennendreff (Légit.) élu depuis 1865 est mort en avril 1871.
Stanislas Poullaouec est candidat au conseil d'arrodissement.
| Candidats | Candidats               | Étiquette | Premier tour | Premier tour | Ballotage | Ballotage |
| Candidats | Candidats               | Étiquette | Voix         | %            | Voix      | %         |
| --------- | ----------------------- | --------- | ------------ | ------------ | --------- | --------- |
|           | Frédéric Tissier (père) | Rép.mod   | 1 132        | 48.75        | 1 282     | 57.36     |
|           | Charles de Miniac       | Légit.    | 1 092        | 47.03        | 958       | 42.86     |
|           |                         |           |              |              |           |           |
|           | Stanislas Poullaouec    | Légit.    | 66           | 2.84         |           |           |
|           |                         |           |              |              |           |           |
| Inscrits  | Inscrits                | Inscrits  | 3 540        |              | 3 540     |           |
| Votants   | Votants                 | Votants   | 2 337        | 66.02        | 2 237     | 63.19     |
| Exprimés  | Exprimés                | Exprimés  | 2 322        | 99.36        | 2 235     | 99.91     |

*sortant

## Arrondissement de Chateaulin

### Canton de Carhaix-Plouguer
|          | Pascal Gaubert * | Rép.mod  | 1 963 | 99.90 |  |  |
|          |                  |          |       |       |  |  |
| Inscrits | Inscrits         | Inscrits | 3 473 |       |  |  |
| Votants  | Votants          | Votants  | 1 965 | 56.58 |  |  |
| Exprimés | Exprimés         | Exprimés | 1 963 | 99.90 |  |  |

*sortant

### Canton de Châteaulin
|          | Pierre-Marie Lacoste * | Orléan.  | 2 032 | 98.21 |  |  |
|          |                        |          |       |       |  |  |
| Inscrits | Inscrits               | Inscrits | 4 575 |       |  |  |
| Votants  | Votants                | Votants  | 2 069 | 45.22 |  |  |
| Exprimés | Exprimés               | Exprimés | 2 032 | 98.21 |  |  |

*sortant

### Canton de Châteauneuf-du-Faou
Émile Bernard (Bonap.) élu depuis 1836 ne se représente pas.
|          | Joseph Guéguen   | Rép.mod  | 1 967 | 65.90 |  |  |
|          | Louis de Kerjégu | Légit.   | 1 018 | 34.10 |  |  |
|          |                  |          |       |       |  |  |
| Inscrits | Inscrits         | Inscrits | 3 907 |       |  |  |
| Votants  | Votants          | Votants  | 3 127 | 80.04 |  |  |
| Exprimés | Exprimés         | Exprimés | 2 985 | 95.46 |  |  |

*sortant

### Canton de Crozon
Eugène Bois-Viel (Bonap.) élu depuis 1852 ne se représente pas.
|          | Thomas Fénigan               | Rép.mod  | 1 237 | 61.97 |  |  |
|          | Ernest Le Bastard de Mesmeur | Légit.   | 755   | 37.86 |  |  |
|          |                              |          |       |       |  |  |
| Inscrits | Inscrits                     | Inscrits | 4 135 |       |  |  |
| Votants  | Votants                      | Votants  | 2 001 | 48.39 |  |  |
| Exprimés | Exprimés                     | Exprimés | 1 996 | 99.75 |  |  |

*sortant

### Canton du Faou
|          | Théophile de Pompéry * | Rép.mod  | 782   | 98.12 |  |  |
|          |                        |          |       |       |  |  |
| Inscrits | Inscrits               | Inscrits | 1 694 |       |  |  |
| Votants  | Votants                | Votants  | 797   | 47.05 |  |  |
| Exprimés | Exprimés               | Exprimés | 794   | 99.62 |  |  |

*sortant

### Canton d'Huelgoat
Séverin Le Duff de Mésonan (Bonap.) élu depuis 1852 ne se représente pas.
|          | Jean-Louis Le Gall | Rép.mod  | 1 318 | 99.62 |  |  |
|          |                    |          |       |       |  |  |
| Inscrits | Inscrits           | Inscrits | 3 053 |       |  |  |
| Votants  | Votants            | Votants  | 1 323 | 43.33 |  |  |
| Exprimés | Exprimés           | Exprimés | 1 318 | 99.62 |  |  |

*sortant

### Canton de Pleyben
Maximilien Le Breton (Rép.mod) élu depuis 1858 ne se représente pas.
|          | Charles Lebreton | Rép.mod (*) | 1 459 | 59.36 |  |  |
|          | Henri de Legge   | Légit.      | 999   | 40.64 |  |  |
|          |                  |             |       |       |  |  |
| Inscrits | Inscrits         | Inscrits    | 4 473 |       |  |  |
| Votants  | Votants          | Votants     | 2 460 | 55.00 |  |  |
| Exprimés | Exprimés         | Exprimés    | 2 458 | 99.92 |  |  |

*sortant

## Arrondissement de Morlaix

### Canton de Landivisiau
Mr Abgrall (Bonap.) élu depuis 1852 ne se représente pas.
Yves Pouliquen est candidat au conseil d'arrondissement.
|          | François Soubigou | Légit.   | 1 519 | 70.85 |  |  |
|          | Paul Lacaze       | Rép.mod  | 550   | 25.65 |  |  |
|          |                   |          |       |       |  |  |
|          | Yves Pouliquen    | Légit.   | 74    | 3.45  |  |  |
|          |                   |          |       |       |  |  |
| Inscrits | Inscrits          | Inscrits | 3 227 |       |  |  |
| Votants  | Votants           | Votants  | 2 168 | 67.18 |  |  |
| Exprimés | Exprimés          | Exprimés | 2 144 | 98.89 |  |  |

*sortant

### Canton de Lanmeur
|          | Ludovic de Kersauson * | Légit.   | 2 377 | 99.46 |  |  |
|          |                        |          |       |       |  |  |
| Inscrits | Inscrits               | Inscrits | 4 361 |       |  |  |
| Votants  | Votants                | Votants  | 2 390 | 54.80 |  |  |
| Exprimés | Exprimés               | Exprimés | 2 377 | 99.46 |  |  |

*sortant

### Canton de Morlaix
|          | Gustave Swiney             | Rép.mod  | 1 464 | 57.41 |  |  |
|          | Paulin-Aldéric Bienvenue * | Légit.   | 1 070 | 41.96 |  |  |
|          |                            |          |       |       |  |  |
| Inscrits | Inscrits                   | Inscrits | 5 661 |       |  |  |
| Votants  | Votants                    | Votants  | 2 617 | 46.23 |  |  |
| Exprimés | Exprimés                   | Exprimés | 2 550 | 97.44 |  |  |

*sortant

### Canton de Plouescat
Louis Dein (Bonap.) élu depuis 1852 ne se représente pas.
|          | Yves Pinvidic *      | Légit.   | 1 142 | 58.90 |  |  |
|          | Armand Allain-Launay | Rép.mod  | 797   | 41.10 |  |  |
|          |                      |          |       |       |  |  |
| Inscrits | Inscrits             | Inscrits | 3 089 |       |  |  |
| Votants  | Votants              | Votants  | 2 069 | 66.98 |  |  |
| Exprimés | Exprimés             | Exprimés | 1 939 | 93.72 |  |  |

*sortant

### Canton de Plouigneau
Hyacinthe Auffret, Mr Balc'h et Mr Camus sont candidats au conseil d'arrondissement.
|          | Ange de Guernisac * | Légit.   | 1 299 | 55.14  |  |  |
|          | Armand Jaouen       | Rép.mod  | 926   | 39.33  |  |  |
|          |                     |          |       |        |  |  |
|          | Mr Balc'h           |          | 51    | 2.17   |  |  |
|          | Hyacinthe Auffret   | Rép.mod  | 43    | 1.83   |  |  |
|          | Mr Camus            | Bonap.   | 37    | 1.57   |  |  |
|          |                     |          |       |        |  |  |
| Inscrits | Inscrits            | Inscrits | 4 281 |        |  |  |
| Votants  | Votants             | Votants  | 2 392 | '55.88 |  |  |
| Exprimés | Exprimés            | Exprimés | 2 356 | 98.50  |  |  |

*sortant

### Canton de Plouzévédé
François Tanguy (Bonap.) élu depuis 1855 ne se représente pas.
Mr Caill et de Kerdrel sont candidats au conseil d'arrondissement.
|          | Émile Cillard de Kermenguy | Légit.   | 1 338 | 59.47 |  |  |
|          | Mr Cadiou                  | Rép.mod  | 836   | 37.16 |  |  |
|          |                            |          |       |       |  |  |
|          | Mr Caill                   | Rép.mod  | 42    | 1.87  |  |  |
|          | Amaury Audren de Kerdrel   | Légit.   | 34    | 1.51  |  |  |
|          |                            |          |       |       |  |  |
| Inscrits | Inscrits                   | Inscrits | 3 178 |       |  |  |
| Votants  | Votants                    | Votants  | 2 369 | 74.54 |  |  |
| Exprimés | Exprimés                   | Exprimés | 2 250 | 94.98 |  |  |

*sortant

### Canton de Saint-Pol-de-Léon
|          | Hippolyte Drouilard de la Marre | Rép.mod  | 1 759 | 55.75 |  |  |
|          | Casimir Huon de Kermadec *      | Légit.   | 1 396 | 44.25 |  |  |
|          |                                 |          |       |       |  |  |
| Inscrits | Inscrits                        | Inscrits | 5 180 |       |  |  |
| Votants  | Votants                         | Votants  | 3 234 | 62.43 |  |  |
| Exprimés | Exprimés                        | Exprimés | 3 155 | 97.56 |  |  |

*sortant

### Canton de Saint-Thégonnec
Jonathas Barbier de Lescoët (Légit.) élu depuis 1861 ne se représente pas.
| Candidats | Candidats                               | Étiquette  | Premier tour | Premier tour | Ballotage | Ballotage |
| Candidats | Candidats                               | Étiquette  | Voix         | %            | Voix      | %         |
| --------- | --------------------------------------- | ---------- | ------------ | ------------ | --------- | --------- |
|           | Aristide Andrieux                       | Rép.mod    | 868          | 51.42        | 1 067     | 53.62     |
|           | Charles (ou Gabriel) Le Ferré de Péroux | Légit. (*) | 809          | 47.93        | 921       | 46.28     |
|           |                                         |            |              |              |           |           |
| Inscrits  | Inscrits                                | Inscrits   | 3 382        |              | 3 380     |           |
| Votants   | Votants                                 | Votants    | 1 765        | 52.19        | 1 993     | 58.93     |
| Exprimés  | Exprimés                                | Exprimés   | 1 688        | 95.64        | 1 990     | 99.85     |

*sortant

### Canton de Sizun
Albert Lebourg (Bonap.) élu depuis 1870 ne se représente pas.
| Candidats | Candidats    | Étiquette | Premier tour | Premier tour | Ballotage | Ballotage |
| Candidats | Candidats    | Étiquette | Voix         | %            | Voix      | %         |
| --------- | ------------ | --------- | ------------ | ------------ | --------- | --------- |
|           | Léon Le Roux | Rép.mod   | 1 171        | 91.42        | 914       | 56.11     |
|           | Mr Lebourg * | Bonap.    |              |              | 720       | 44.20     |
|           |              |           |              |              |           |           |
| Inscrits  | Inscrits     | Inscrits  | 2 336        |              | 2 336     |           |
| Votants   | Votants      | Votants   | 1 281        | 54.84        | 1 687     | 72.22     |
| Exprimés  | Exprimés     | Exprimés  | 1 171        | 91.42        | 1 629     | 96.56     |

*sortant

### Canton de Taulé
|          | Étienne Barazer de Lannurien * | Légit.   | 1 589 | 99.94 |  |  |
|          |                                |          |       |       |  |  |
| Inscrits | Inscrits                       | Inscrits | 2 624 |       |  |  |
| Votants  | Votants                        | Votants  | 1 590 | 60.60 |  |  |
| Exprimés | Exprimés                       | Exprimés | 1 589 | 99.94 |  |  |

*sortant

## Arrondissement de Quimper

### Canton de Briec
Mr Guéguen (Bonap.) élu depuis 1867 ne se représente pas.
|          | Pierre-Paul de La Grandière | Légit.   | 473   | 97.93 |  |  |
|          |                             |          |       |       |  |  |
| Inscrits | Inscrits                    | Inscrits | 1 558 |       |  |  |
| Votants  | Votants                     | Votants  | 483   | 31.00 |  |  |
| Exprimés | Exprimés                    | Exprimés | 474   | 98.14 |  |  |

*sortant

### Canton de Concarneau
| Candidats | Candidats                   | Étiquette | Premier tour | Premier tour | Ballotage | Ballotage |
| Candidats | Candidats                   | Étiquette | Voix         | %            | Voix      | %         |
| --------- | --------------------------- | --------- | ------------ | ------------ | --------- | --------- |
|           | Joseph de la Lande de Calan | Légit.    | 304          | 31.02        | 370       | 28.68     |
|           | Jean Lecrâne                | App.Rép   | 269          | 27.45        | 486       | 37.67     |
|           | Ernest de L'Écluse          | Rép.mod   | 225          | 22.96        | 176       | 13.64     |
|           | Charles de Chauveau *       | Bonap.    | 176          | 17.95        | 271       | 21.01     |
|           |                             |           |              |              |           |           |
| Inscrits  | Inscrits                    | Inscrits  | 2 544        |              | 2 538     |           |
| Votants   | Votants                     | Votants   | 1 009        | 39.66        | 1 327     | 52.29     |
| Exprimés  | Exprimés                    | Exprimés  | 980          | 97.13        | 1 290     | 97.21     |

*sortant

### Canton de Douarnenez
Auguste Halna du Fretay (Légit.) élu depuis 1852 ne se représente pas.
|          | Théophile Le Guillou de Penanros | Rép.mod  | 1 523 | 95.91 |  |  |
|          |                                  |          |       |       |  |  |
| Inscrits | Inscrits                         | Inscrits | 4 699 |       |  |  |
| Votants  | Votants                          | Votants  | 1 588 | 33.79 |  |  |
| Exprimés | Exprimés                         | Exprimés | 1 533 | 96.54 |  |  |

*sortant

### Canton de Fouesnant
|          | Étienne Roussin * | Légit.   | 603   | 53.84 |  |  |
|          | Valéry Cormier    | Rép.mod  | 477   | 42.59 |  |  |
|          |                   |          |       |       |  |  |
| Inscrits | Inscrits          | Inscrits | 1 678 |       |  |  |
| Votants  | Votants           | Votants  | 1 166 | 69.49 |  |  |
| Exprimés | Exprimés          | Exprimés | 1 120 | 96.06 |  |  |

*sortant

### Canton de Plogastel-Saint-Germain
|          | Louis de Carné * | Légit.   | 1 785 | 98.13 |  |  |
|          |                  |          |       |       |  |  |
| Inscrits | Inscrits         | Inscrits | 3 653 |       |  |  |
| Votants  | Votants          | Votants  | 1 819 | 49.80 |  |  |
| Exprimés |                  |          |       |       |  |  |

*sortant

### Canton de Pont-Croix
|          | Charles Hignard * | Légit.   | 1 607 | 98.95 |  |  |
|          |                   |          |       |       |  |  |
| Inscrits | Inscrits          | Inscrits | 5 063 |       |  |  |
| Votants  | Votants           | Votants  | 1 624 | 32.08 |  |  |
| Exprimés | Exprimés          | Exprimés | 1 607 | 98.95 |  |  |

*sortant

### Canton de Pont-l'Abbé
| Candidats | Candidats            | Étiquette | Premier tour | Premier tour | Ballotage | Ballotage |
| Candidats | Candidats            | Étiquette | Voix         | %            | Voix      | %         |
| --------- | -------------------- | --------- | ------------ | ------------ | --------- | --------- |
|           | Georges Arnoult      | Rép.mod   | 1 465        | 51.17        | 1 732     | 54.23     |
|           | Jean-Louis Paisant * | Bonap.    | 1 398        | 48.83        | 1 464     | 45.84     |
|           |                      |           |              |              |           |           |
| Inscrits  | Inscrits             | Inscrits  | 4 282        |              | 4 251     |           |
| Votants   | Votants              | Votants   | 2 956        | 69.03        | 3 196     | 75.18     |
| Exprimés  | Exprimés             | Exprimés  | 2 863        | 96.85        | 3 194     | 99.94     |

*sortant

### Canton de Quimper
Jean Guyot (Bonap.) élu depuis 1836 ne se représente pas.
Mr Daniel est candidat au conseil d'arrondissement.
|          | Jean-René Bolloré            | Légit.    | 1 393 | 65.56 |  |  |
|          | Gustave Briot de La Mallerie | Ex Bonap. | 1 035 | 35.69 |  |  |
|          |                              |           |       |       |  |  |
|          | Mr Daniel                    | Rép.mod   | 218   | 8.24  |  |  |
|          |                              |           |       |       |  |  |
| Inscrits | Inscrits                     | Inscrits  | 5 009 |       |  |  |
| Votants  | Votants                      | Votants   | 2 916 | 58.22 |  |  |
| Exprimés | Exprimés                     | Exprimés  | 2 646 | 90.74 |  |  |

*sortant

### Canton de Rosporden
| Candidats | Candidats                       | Étiquette | Premier tour | Premier tour | Ballotage | Ballotage |
| Candidats | Candidats                       | Étiquette | Voix         | %            | Voix      | %         |
| --------- | ------------------------------- | --------- | ------------ | ------------ | --------- | --------- |
|           | Mr Cropp                        | Rép.mod   | 478          | 50.26        | 602       | 46.81     |
|           | Louis le Rouxeau de Rosencoat * | Bonap.    | 473          | 49.74        | 684       | 53.19     |
|           |                                 |           |              |              |           |           |
| Inscrits  | Inscrits                        | Inscrits  | 1 464        |              | 1 464     |           |
| Votants   | Votants                         | Votants   | 1 002        | 68.44        | 1 286     | 87.79     |
| Exprimés  | Exprimés                        | Exprimés  | 951          | 94.91        | 1 286     | 100.00    |

*sortant

## Arrondissement de Quimperlé

### Canton d'Arzano
Victor de Keroüallan (Bonap.) élu depuis 1867 ne se représente pas.
|          | Arnold de Raismes | Légit.   | 709   | 79.22  |  |  |
|          | Yves Le Romancer  | Rép.mod  | 186   | 20.78  |  |  |
|          |                   |          |       |        |  |  |
| Inscrits | Inscrits          | Inscrits | 1 257 |        |  |  |
| Votants  | Votants           | Votants  | 895   | 71.20  |  |  |
| Exprimés | Exprimés          | Exprimés | 895   | 100.00 |  |  |

*sortant

### Canton de Bannalec
Adolphe Chardon (Bonap.) élu depuis 1848 ne se représente pas.
|          | Henri Rodallec                 | Légit.    | 811   | 65.56 |  |  |
|          | Antoine Le Couriault du Quilio | Ex Bonap. | 426   | 34.44 |  |  |
|          |                                |           |       |       |  |  |
| Inscrits | Inscrits                       | Inscrits  | 2 468 |       |  |  |
| Votants  | Votants                        | Votants   | 1 339 | 54.26 |  |  |
| Exprimés | Exprimés                       | Exprimés  | 1 237 | 92.38 |  |  |

*sortant

### Canton de Pont-Aven
Corentin Guyho (Bonap.) élu depuis 1863 ne se représente pas.
|          | Hippolyte de Mauduit | Légit.   | 1 239 | 71.54 |  |  |
|          | Pierre David         | Rép.mod  | 490   | 28.29 |  |  |
|          |                      |          |       |       |  |  |
| Inscrits | Inscrits             | Inscrits | 2 932 |       |  |  |
| Votants  | Votants              | Votants  | 1 738 | 59.28 |  |  |
| Exprimés | Exprimés             | Exprimés | 1 732 | 99.66 |  |  |

*sortant

### Canton de Quimperlé
François Audran est candidat au conseil d'arrondissement.
| Candidats | Candidats          | Étiquette | Premier tour | Premier tour | Ballotage | Ballotage |
| Candidats | Candidats          | Étiquette | Voix         | %            | Voix      | %         |
| --------- | ------------------ | --------- | ------------ | ------------ | --------- | --------- |
|           | Joseph Mauduit     | Légit.    | 775          | 46.94        | 837       | 47.13     |
|           | Louis du Couëdic * | Bonap.    | 769          | 46.58        | 939       | 52.87     |
|           |                    |           |              |              |           |           |
|           | François Audran    | Bonap.    | 101          | 6.12         |           |           |
|           |                    |           |              |              |           |           |
| Inscrits  | Inscrits           | Inscrits  | 3 132        |              | 3 144     |           |
| Votants   | Votants            | Votants   | 1 695        | 54.12        | 1 849     | 58.81     |
| Exprimés  | Exprimés           | Exprimés  | 1 651        | 97.40        | 1 776     | 96.05     |

*sortant

### Canton de Scaër
|          | François Monjaret de Kerjégu * | Légit.   | 1 072 | 99.72  |  |  |
|          |                                |          |       |        |  |  |
| Inscrits | Inscrits                       | Inscrits | 1 722 |        |  |  |
| Votants  | Votants                        | Votants  | 1 075 | 62.43  |  |  |
| Exprimés | Exprimés                       | Exprimés | 1 075 | 100.00 |  |  |

*sortant